# Rockenbauer Pál Dél-dunántúli Kéktúra
Der Rockenbauer Pál Dél-dunántúli Kéktúra (Süd-Transdanubiens blaue Tour „Pál Rockenbauer“), abgekürzt DDK, ist ein ungarischer Fernwanderweg.

## Geschichte

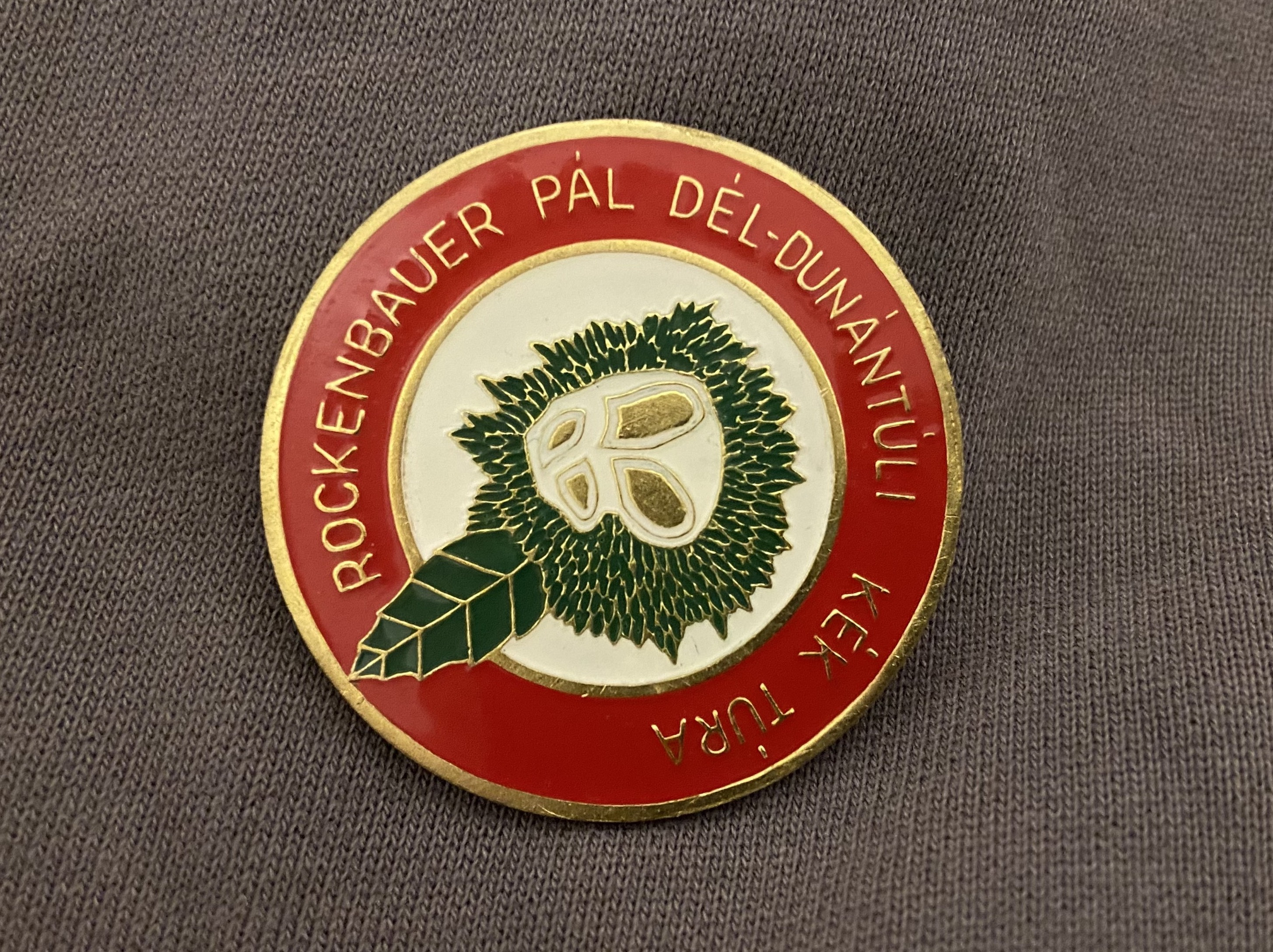
Abzeichen für Komplett-Begeher des DDK

Er wurde 1989 eröffnet und führt über 561 km vom Írottkő bis nach Szekszárd.
Der Rockenbauer Pál Dél-dunántúli Kéktúra ergänzt (gemeinsam mit dem Alföldi Kéktúra) den bereits vorher existierenden Fernwanderweg Országos Kéktúra zu einer Rundtour durch ganz Ungarn.
Der Weg ist benannt nach dem ungarischen Wanderer Pál Rockenbauer, der im Jahre 1979 mit der Dokumentarserie Eine und eine halbe Million Schritte den Fernwanderweg Országos Kéktúra in Ungarn bekannt machte.
Der größte Teil des Rockenbauer Pál Dél-dunántúli Kéktúra ist in den europäischen Fernwanderweg E7 (Atlantik – Mittelmeer – Gardasee – Schwarzes Meer) integriert.